# Alabama (rzeka)
Alabama (ang. Alabama River) – rzeka w Stanach Zjednoczonych, w stanie Alabama, o długości 512 km. Powstaje około 11 km na północ od miasta Montgomery z połączenia rzek Coosa i Tallapoosa, które biorą swój początek w Appalachach. 71 km na północ od Mobile łączy się z rzeką Tombigbee, dając początek rzece Mobile (ta uchodzi do zatoki Mobile, będącej częścią Zatoki Meksykańskiej).
Żeglowna od Montgomery, uregulowana, jest ważną arterią komunikacyjną.